# Ogcodes bigoti
Ogcodes bigoti este o specie de muște din genul Ogcodes, familia Acroceridae, descrisă de Nartshuk în anul 1982.
Este endemică în Tunisia. Conform Catalogue of Life specia Ogcodes bigoti nu are subspecii cunoscute.